# Antoni Dostal
Antoni Dostal (ur. 12 czerwca 1877 w Studence, zm. 7 maja 1938 w Krakowie) – polski architekt czeskiego pochodzenia. Polskie obywatelstwo otrzymał w 1921 roku. 

## Życiorys
Po ukończeniu szkoły wydziałowej w Nowym Jicinie, aby pracować jako samodzielny budowniczy odbył praktykę m.in. w firmie Mihatsh & Urlich w Ostrawie Morawskiej, z której później przeszedł do przedsiębiorstwa Kern i Blum w Opawie. Gdy w 1905 przedsiębiorstwo Kerna i Bluma wygrywa przetarg na budowę kościoła św. Józefa w Podgórzu Antoni Dostal zostaje wysłany jako kierownik budowy. Prace ukończono w 1909 roku, ale Dostal który w 1910 roku ożenił się z córką komisarza skarbowego Anną Święcicką postanowił pozostać w Podgórzu. Mieli 2 córki Eugenię i Annę.
W 1907 roku zdał w Opawie egzamin na budowniczego, a koncesję budowniczego otrzymał w 1908 roku i założył własną kancelarię w kamienicy żony przy ulicy Józefińskiej 33.
W 1914 po wybuchu I wojny światowej otrzymał powołanie do wojska austro-węgierskiego i został skierowany do oddziału budownictwa komendy wojskowej w Krakowie, a potem przeniesiony do Zarządu budownictwa przy dowództwie okręgu generalnego w Krakowie. Po śmierci żony (20 września 1918 roku) na własne żądanie został zwolniony ze służby 27 grudnia 1918 roku.
Wspierał klub KS Podgórze. Dzięki jego staraniom klub uzyskał powojskowe grunty, na których powstał stadion z zapleczem. Należał  do Towarzystwa Gimnastycznego „Sokół” w Podgórzu. Działał w Polskim Korpusie Weteranów Wojskowych pod protektoratem gen. Józefa Hallera w Podgórzu W 1920 roku został jego honorowym członkiem. Był również członkiem Związku Rezerwistów.
W 1921 roku otrzymał polskie obywatelstwo, a w 1923 roku ożenił się po raz drugi z Heleną Ładzińską. W 1924 roku para doczekała się córki Janiny.
Zmarł w 1938 roku i został pochowany na Nowym Cmentarzu Podgórskim.

## Prace
Wybrane projekty:
- projekt budynku Kasy Oszczędnościowej w Podgórzu (1910)
- Willa Podskale (1908–1910) dla kasjera Podgórskiej Kasy Oszczędności Romana Bolesława Kleina
- kamienica zlokalizowana przy ulicy Jana Tarnowskiego 6 (1911) dla maszynisty kolejowego Antoniego Kochańskiego
- kamienica przy ulicy Wałowej 5
- domy w kolonii kolejowej przy ulicy Bosackiej (1909–1914)
- nadbudowa secesyjnej kamienicy z ulicy św. Kingi 11 (1925)
- nadbudowa kamienicy przy ulicy Bolesława Limanowskiego 38 (1925)[2]
- kolonia domów dla pracowników Fabryki Władysława Kucharskiego przy ulicy Kiełkowskiego 16 (1922–1925)
- kamienica przy ulicy Kazimierza Wielkiego 18 (1925)
- kamienica przy ulicy Lea 14b i 21 (1932)
- dom przy ulicy Zagrody 22 (1924)